# Chromatomyia cinnae
Chromatomyia cinnae este o specie de muște din genul Chromatomyia, familia Agromyzidae, descrisă de Griffiths în anul 1980.
Este endemică în Alberta. Conform Catalogue of Life specia Chromatomyia cinnae nu are subspecii cunoscute.